# Arauzo de Miel
Arauzo de Miel é um município da Espanha na província de Burgos, comunidade autónoma de Castela e Leão, de área 57 km² com população de 341 habitantes (2007) e densidade populacional de 5,98 hab./km².

## Demografia
| Variação demográfica do município entre 1991 e 2004 | Variação demográfica do município entre 1991 e 2004 | Variação demográfica do município entre 1991 e 2004 | Variação demográfica do município entre 1991 e 2004 |
| --------------------------------------------------- | --------------------------------------------------- | --------------------------------------------------- | --------------------------------------------------- |
| 1991                                                | 1996                                                | 2001                                                | 2004                                                |
| 448                                                 | 409                                                 | 384                                                 | 363                                                 |